# 五蕊东爪草
五蕊东爪草（学名：Tillaea schimperi）为景天科东爪草属下的一个种。

## 扩展阅读
- 維基物種上的相關：五蕊东爪草